# USS LST-785
O USS LST-785 foi um navio de guerra norte-americano da classe LST que operou durante a Segunda Guerra Mundial.